# Gods (fastighet)
Ett gods är en större jordbruksegendom med centralt ledd drift av åtminstone delar av jorden. 
Från cirka 150 f.Kr. samlades i det romerska riket allt större arealer bondejord i storgods, latifundier, och drevs med slavar som arbetskraft. Storgodssystemet övertogs efter Romarrikets fall av germanerna, och under medeltiden spreds det över hela Europa. 
I Sverige kom några av de gods som beboddes av adelsmän att kallas säterier och de gods som tillhörde kronan kallades kungsgårdar. Ett gods blev dock inte säteri endast genom att bebos av en adelsman, det måste därtill ha förklarats/fastställts vara "välbyggt" efter syn och beslut av häradsrätten på orten. Privilegierna erhölls således endast om man bekostat ståndsmässig byggnation på gården. 
Ägaren till ett gods kallas för godsägare.